# Elżbieta Piniewska
Elżbieta Genowefa Piniewska (tên khai sinh: Kopczyńska, sinh ngày 19 tháng 11 năm 1962 tại Inowrocław ) là giáo viên Ba Lan, chủ tịch hội đồng khu vực Kuyavian-Pomeranian năm 2019.

## Sơ yếu lý lịch
Năm 1986, bà tốt nghiệp ngành triết học Ba Lan tại Đại học Nicolaus Copernicus ở Toruń. Trong 30 năm, bà làm giáo viên dạy tiếng Ba Lan tại trường trung học số 1 Jan Kasprowicz ở Inowrocław. Vào những năm 90 của thế kỷ XX, bà bắt đầu điều hành Nhà hát Inowrocławski ở trường học, và cũng tham gia làm việc với Trung tâm văn hóa Kujawski. Bà là giám đốc nghệ thuật một số cuộc Liên hoan về nghệ thuật của Quốc gia. .
Năm 2010 , 2014  và 2018  bà nhận được sự ủy nhiệm của ủy viên hội đồng khu vực Kuyavian-Pomeranian.  Thay mặt cho Cương lĩnh dân sự và Liên minh dân sự, từ năm 2018, bà giữ chức phó chủ tịch . Ngày 13 tháng 11 năm 2019, bà được bầu làm chủ tịch, kế nhiệm ông Ryszard Bober, người giành được ghế thượng nghị sĩ .
Bà kết hôn và có hai người con . Năm 2016, bà được trao tặng huy hiệu danh dự "Thành viên ưu tú cống hiến cho văn hóa Ba Lan" (Odznaka honorowa „Zasłużony dla Kultury Polskiej”).